# Barbara Dane
Barbara Dane, geboren als Barbara Jean Spillman (Detroit (Michigan), 12 mei 1927 – Oakland (Californië), 20 oktober 2024), was een Amerikaanse jazz-, folk- en blueszangeres. Ze richtte samen met Irwin Silber Paredon Records op. 

## Biografie
De ouders van Barbara Dane kwamen tijdens de jaren 1920 vanuit Arkansas naar Detroit. Na de middelbare school zong Dane regelmatig bij demonstraties voor rassengelijkheid en economische rechtvaardigheid. Terwijl ze nog in haar tienerjaren was, zat ze met bands in de stad en kreeg ze de interesse van lokale muziekpromotors. Ze kreeg een aanbod om te toeren met de band van Alvino Rey, maar ze wees het af omdat ze liever zong aan fabriekspoorten en bij vakbondsacties.
Voor het tijdschrift Ebony leek ze "verrassend blond, vooral wanneer die krachtige schemerige altstem begint te kreunen van verdriet, met koppige vastberadenheid, enthousiasme en een fundamentele liefde voor de underdog, ze is een naam voor zichzelf, geholpen en aangesproken door enkele van de oudste namen in de jazz die hebben bijgedragen aan de geboorte van de blues". Het artikel van zeven pagina's was gevuld met foto's van Dane in samenwerking met Memphis Slim, Willie Dixon, Muddy Waters, Clara Ward, Estelle Yancey, Little Brother Montgomery en anderen.
In 1959 nodigde Louis Armstrong  haar uit om met hem op de nationale televisie te verschijnen. Ze verscheen met Armstrong bij de Timex All-Star Jazz Show, georganiseerd door Jackie Gleason op 7 januari 1959. Ze toerde met Jack Teagarden aan de oostkust, verscheen in Chicago met Art Hodes, Roosevelt Sykes, Little Brother Montgomery, Memphis Slim, Otis Spann, Willie Dixon en anderen, speelde in New York met Wilbur De Paris en zijn band en verscheen als solo-gastartiest in The Tonight Show met Johnny Carson. Andere nationale tv-werken waren de Steve Allen Show, Bobby Troup's Stars of Jazz en Alfred Hitchcock Presents. In 1961 opende de zangeres haar eigen club Sugar Hill: Home of the Blues op Broadway in San Francisco in de wijk North Beach, met het idee om een locatie voor de blues te creëren in een toeristisch district waar een breder publiek het kon horen. Daar trad Dane regelmatig op met haar twee meest constante muzikale metgezellen: Kenny "Good News" Whitson op piano en cornet en Wellman Braud, voormalig bassist van Duke Ellington.
In haar toespraak tot de GI Movement of the Vietnam War Era (waarvan de tekst te vinden is in het boekje dat is opgenomen in het FTA! Songs of the GI Resistance vinylalbum van Paredon Records uit 1970), zei Barbara Dane: "Ik was te koppig om een van de hebzuchtige managers in te huren, waarschijnlijk omdat ik een vrouw ben die graag voor zichzelf spreekt. Ik heb altijd mijn eigen deals en contracten gesloten, en nadat ik de economische aspecten ervan had uitgezocht, was ik vrij om te kiezen wanneer en waar ik werkte, kon veel meer tijd doorbrengen met mijn drie kinderen en politiek werk doen, en uiteindelijk zelfs meer geld mee naar huis nemen, door niet voor de 'bigtime' te gaan. Ik heb echt een aantal mooie platen gemaakt, omdat ik kon kiezen en werken met prachtig begaafde muzikanten".

### Politiek activisme
Ze bleef optreden als solo-artieste in het koffiehuiscircuit met haar folkstijl-gitaar. Ze verzette zich tegen de bouw van een Pacific Gas and Electric-kerncentrale in de seismisch onveilige Bodega Bay. Bij het organiseren van het verzet tegen dat voorstel voor de plaatsing, nam ze een album op bij Fantasy Records met Wally Rose, Bob Helm, Bob Mielke en Lu Watters. Het bevatte het titelnummer Blues over Bodega en het andere nummer San Andreas Fault. Ze voerde ook haar werk op in de bewegingen voor vrede en rechtvaardigheid toen de strijd voor burgerrechten zich uitbreidde en de oorlog in Vietnam escaleerde. Ze zong bij vredesdemonstraties in Washington D.C. en door de Verenigde Staten en toerde over anti-oorlog GI koffiehuizen over de hele wereld. In 1966 werd Barbara Dane de eerste Amerikaanse muzikant die door post-revolutionair Cuba toerde.
In 1970 richtte Dane Paredon Records op met echtgenoot Irwin Silber, een label gespecialiseerd in internationale protestmuziek. Ze produceerde bijna 50 albums, waaronder drie van haar zelf, over een periode van 12 jaar. Het label werd later opgenomen bij Smithsonian-Folkways, een label van het Smithsonian Institution en is verkrijgbaar via de catalogus. In 1978 verscheen Dane met Pete Seeger tijdens een bijeenkomst in New York voor stakende mijnwerkers. "De wereld heeft meer mensen nodig zoals Barbara, iemand die bereid is haar geweten te volgen. Ze is, als de term moet worden gebruikt, een held", schreef Bob Dylan in een open brief aan het tijdschrift Broadside in 1964.

## Privéleven
Dane was getrouwd met volkszanger Rolf Cahn. Hun zoon Jesse Cahn werd ook folkmuzikant. Pablo Menendez, de zoon van Dane met juwelier Byron Menendez, leidt het multicultureel muzikaal ensemble Mezcla in Cuba. Dane's dochter Nina Menendez is de artistiek directeur van het Bay Area Flamenco Festival en Festival Flamenco Gitano. In 1964 trouwde Dane met Irwin Silber, voormalig redacteur van Sing Out! magazine, die overleed in 2010.
Dane werd 97 jaar oud, ze overleed op 20 oktober 2024.

## Discografie
- 1957: Trouble in Mind (San Francisco)
- 1958: A Night at the Ash Grove (World Pacific)
- 1959: Livin' with the Blues (Dot Records)
- 1962: On My Way (Capitol Records)
- 1962: When I Was a Young Girl (Horizon Records)
- 1964: Sings the Blues with 6 & 12 String Guitar (Folkways)
- 1966: Barbara Dane and the Chambers Brothers (Folkways)
- 1970: FTA! Songs of the GI Resistance (Paredon)
- 1973: I Hate the Capitalist System (Paredon)
- 1982: When We Make It Through (Paredon)
- 1996: Sometimes I Believe She Loves Me with Lightnin' Hopkins (Arhoolie Records)
- 2002: What Are You Gonna Do When There Ain't No Jazz? (GHB)
- 2004: Live! at the Ash Grove: New Years Eve 1961–62 (Dreadnaught)
- 2016: Throw It Away with Tammy Hall (Dreadnaught)

- Bibsys: 1678691874221
- Bibliothèque nationale de France: cb141688902 (data)
- Gemeinsame Normdatei: 128469951X
- International Standard Name Identifier: 0000 0000 2705 9476
- Library of Congress Control Number: n88605353
- MusicBrainz: 5027c984-738d-4efe-a9ba-af52b93a131f
- Nationale bibliotheek van Australië: 54464973
- Nationale Bibliotheek van Israël: 987007430535905171
- Nederlandse Thesaurus van Auteursnamen: 13000037X
- SNAC: w6cr7082
- Système universitaire de documentation: 083955410
- Virtual International Authority File: 49432492
- WorldCat: E39PBJfX3p6Kr3qbhwrccGB773